# شرکت ارا واچ
شرکت ارا واچ (انگلیسی: Era Watch Company) شرکت کالای لوکس سوئیسی است، که در سال ۱۸۸۴ تأسیس شد.